# Hassan Taïr
Hassan Taïr (arab. حسن الطير, ur. 12 grudnia 1982) – marokański piłkarz, grający jako środkowy napastnik. Od 2016 roku wolny zawodnik.

## Klub

### Raja Casablanca
Zaczynał karierę w Raja Casablanca. Z tym klubem zdobył mistrzostwa kraju w sezonie 2008/2009.
Był wypożyczony do Emirates Club w okresie od 1 stycznia 2009 roku do 1 maja 2009 roku.

### Emirates Club
1 czerwca 2010 roku dołączył do Emirates Club za kwotę 700 tys. euro, ale już miesiąc później opuścił zespół z ZEA.

### Powrót do Casablanki
1 lipca 2010 roku wrócił do Raja Casablanca. Z tym klubem zdobył mistrzostwo kraju w sezonie 2010/2011.
W sezonie 2011/2012 (pierwszym dostępnym na stronie Transfermarkt) zagrał 18 meczów, strzelił jednego gola i miał 6 asyst. W tym sezonie zdobył też puchar Maroka.

### Al-Shoalah FC
1 lipca 2012 roku dołączył do zespołu Al-Shoalah FC. W tym zespole debiut zaliczył 2 sierpnia 2012 roku w meczu przeciwko Al-Ahli Dżudda (5:0 dla zespołu z Dżuddy). Wszedł na boisko w 69. minucie, zastępując Mosfera Al-Bishiego. Pierwsze dwa gole strzelił 4 dni później w spotkaniu przeciwko Al-Wehda Club Mekka (2:3 dla zespołu Al-Shoalah). Do siatki trafiał w 48. i 71. minucie. Pierwszą asystę zaliczył 6 listopada 2013 roku w spotkaniu przeciwko Al-Orubah (2:2). Asystował przy golu Fahada Al-Munaifa w 81. minucie, zaś sam trafił do siatki w 52. minucie. Łącznie zagrał 17 meczów, strzelił 9 goli i miał jedną asystę.

### Al-Raed
1 sierpnia 2014 roku dołączył do Al-Raed. W tym klubie zadebiutował 15 sierpnia 2014 roku w meczu przeciwko Al-Faisaly FC (1:0 dla rywali Al-Raed). Zagrał cały mecz. Pierwszą asystę zaliczył 30 sierpnia 2014 roku w meczu przeciwko Al-Orubah (2:1 dla Orubah). Asystował przy golu Meshala Al-Enaziego w 74. minucie. Pierwszego gola strzelił 17 października 2014 roku w meczu przeciwko Al-Fateh SC (3:2 dla Al-Fateh). Do siatki trafił w 61. minucie, asystował też przy golu 4 minuty wcześniej. Łącznie zagrał 23 mecze, strzelił 8 bramek i zanotował 3 asysty.

### FAR Rabat
16 lipca 2015 roku Hassan Taïr wrócił do ojczyzny, podpisując kontrakt z FAR Rabat. W tym zespole zadebiutował 6 września 2015 roku w meczu przeciwko Wydad Casablanca (4:2 dla rywali stołecznego klubu). W debiucie strzelił gola – do siatki trafił w 74. minucie. Pierwszą asystę zaliczył 24 marca 2016 roku w meczu przeciwko FUS Rabat (1:1). Asystował przy golu Anassa Azima w 54. minucie meczu. Łącznie zagrał 14 meczów, w których strzelił gola i miał asystę.